# Unión del Pueblo Navarro

UPN:s logotyp

Unión del Pueblo Navarro (UPN) är ett borgerligt spanskt parti som grundades 1979. 
År 2013 innehade partiet 19 platser av 50 i Navarras parlament, tre platser spanska senaten samt en plats i deputeradekongressen. Partiordförande var då Yolanda Barcina som också var regionalpresident i Navarra.